# Canale (telecomunicazioni)

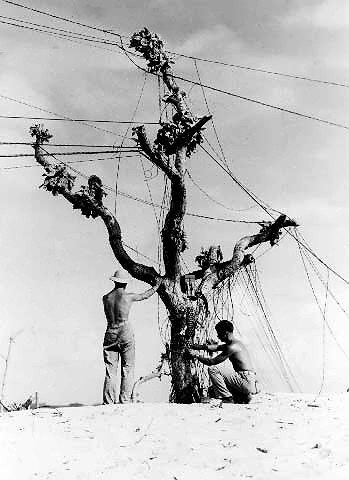
I vecchi cavi rappresentano una sfida per le nuove comunicazioni digitali

Un canale di telecomunicazione, nell'ambito delle telecomunicazioni, è in generale una via di comunicazione o propagazione di un segnale, assumendo poi una varietà di significati più o meno specifici in base al contesto, comunque complementari tra loro. Si tratta di un elemento logico e fisico indispensabile all'interno di un sistema di telecomunicazioni cioè nell'apparato deputato alla trasmissione a distanza dell'informazione tra utenti oppure all'interno di apparati elettronici dando vita ai cosiddetti bus di collegamento dati tra sottosistemi elettronici.

## Descrizione
Il significato più generale, ha origine storica, e indica una porzione di banda dello spettro elettromagnetico su cui veicolare segnali elettromagnetici. Infatti la suddivisione dello spettro (radio e non) in porzioni è stato il primo e in origine l'unico modo per veicolare e suddividere i segnali informativi (multiplazione a divisione di frequenza FDM). Il concetto è stato poi esteso facilmente anche alle comunicazioni elettriche cablate. Attualmente ci sono diversi modi di canalizzazione, cioè di separazione dei segnali.

### Canalizzazione
Come estensione di quanto detto nella definizione generale, il termine canale indica anche ciascuna via indipendente capace di trasportare un segnale ciascuno con le proprie caratteristiche. Ad esempio se un dato sistema separa le comunicazioni in frequenza (FDM) e nel tempo (TDM), ciascuna porzione di banda B e di tempo (slot) sarà un canale. Quando i canali sono ottenuti dalla suddivisione delle risorse fisiche, come nell'esempio appena citato, sono detti canali fisici. Si chiamano invece canali logici quelli costituiti da flussi informativi indipendenti, ne sono un esempio quelli del GSM: BCCH, SCH, TCH, RACHMS, ecc.
I canali fisici quindi sono da intendersi come i binari di trasporto, mentre i canali logici come una suddivisione delle potenzialità di trasmissione offerte dal canale fisico stesso. I canali logici finiscono poi mappati sui canali fisici con regole che dipendono dal particolare sistema di telecomunicazione implementato. L'esempio di canale fisico qui riportato, è anche un esempio di multiplazione di un sistema; in effetti ricavare un canale fisico significa almeno decidere la multiplazione, ma in aggiunta un canale fisico si può caratterizzare anche assegnando una specifica modulazione e/o codifica e/o struttura dati a quella particolare risorsa.
Per capire la versatilità e la generalità del termine canali si può fare un'analogia con i tubi. Ci sono tubi di plastica o di rame o di molti altri materiali. Ci sono tubi di varie sezioni. Ci sono tubi per vari scopi. Se prendo due tubi uguali e li unisco mediante apposita giunzione, il risultato è sempre un tubo.
Storicamente la prima forma di trasmissione di segnali è stata quella analogica, esclusivamente a multiplazione di frequenza e con ben pochi altri parametri caratterizzanti, per cui ai primordi non vi era alcun tipo di ambiguità: canale fisico, logico e canale in senso televisivo (o radiofonico) di fatto coincidevano.

### Trasmissione sul canale
In generale un canale di trasmissione o comunicazione può trasportare o veicolare qualsiasi tipo di segnali. Nelle telecomunicazioni in massima parte i segnali utilizzati sono segnali di tipo continui ed il modello di canale è detto canale ad onde continue: cioè è valido sia per trasmissioni analogiche che digitali. In taluni casi è possibile trasportare segnali digitali ovvero onde quadre, ma solo in canali cablati e con grande ampiezza di banda come la fibra ottica visto che tali segnali hanno un'occupazione spettrale molto elevata con una perdita di efficienza spettrale nella trasmissione. Nei collegamenti tra componenti elettronici hardware di un sistema di elaborazione ovvero nei bus di comunicazione il segnale trasportato è invece tipo digitale (bit).
In generale il canale ha una sua risposta in frequenza cioè dunque una banda propria di trasmissione in corrispondenza della quale esso trasmette in maniera più o meno ottimale: la tecnica di trasmissione che consente di sfruttare la banda propria del canale è nota come modulazione giacché essa opera una traslazione di banda da quella che è comunemente chiamata banda base del segnale originario alla cosiddetta banda traslata.
Tecniche di accesso multiplo/multiplazione sono invece comunemente utilizzate per ottenere una trasmissione che condivida o ripartisca le risorse di canale a più flussi informativi eventualmente da o verso più utenti.
Nelle trasmissioni digitali la codifica di sorgente, operando una compressione dell'informazione, consente invece l'uso di una banda in trasmissione minore ottimizzando così l'uso del canale, mentre la codifica di canale, introducendo ridondanza di bit, ha lo scopo di rilevare e recuperare gli errori introdotti dal rumore nel canale. Infine la codifica crittografica è utilizzata per oscurare il contenuto in chiaro dell'informazione trasmessa sul canale che è tipicamente condiviso tra più utenti.
In generale dunque tutte le operazioni di elaborazione del segnale svolte nella catena trasmissiva servono per adattare il segnale stesso alla trasmissione sul canale in maniera ottimale ed efficiente dal punto di vista delle risorse, per prevenire o compensare gli effetti indesiderati non ideali introdotti e per supplire alle mancanze in termini di affidabilità ovvero integrità informativa (errore) e confidenzialità purché replicate in maniera duale, complementare o inversa in ricezione per il ripristino dell'informazione analogica originaria (fanno eccezione le operazioni di filtraggio, amplificazione ed equalizzazione).

#### Tipologie di trasmissione
In una trasmissione possiamo individuare tre tipi di canale:
- Broadcast: i destinatari sono tutti quelli raggiunti dal segnale quindi la comunicazione è punto-tutti.
- Multicast: i destinatari devono essere solo alcuni di quelli raggiunti dal segnale quindi la comunicazione è punto-multipunto.
- Unicast: il destinatario è solo uno di quelli raggiunti dal segnale quindi la comunicazione è punto-punto (point-to-point);

Il significato delle tre tipologie di collegamento è ben noto in tutto il settore dell'informazione; riferirsi, ad esempio, ad un canale broadcast significa riferirsi alle problematiche di trasmissione radio del collegamento broadcast.
Nell'ambito strettamente informatico una trasmissione dati su canale può essere: 
- seriale;
- parallela.

## Canale come sistema fisico
Dal punto di vista sistemistico, ovvero logico-funzionale-comportamentale, della Teoria dei Sistemi il canale di comunicazione è un sistema o scatola nera (Modello black box) che riceve in ingresso (input) un segnale x(t) e produce come output in uscita un certo segnale y(t). Nel caso lineare, esso è dunque caratterizzato da una Risposta impulsiva h(t), una funzione di trasferimento H(s) e una risposta in frequenza H(f). Nel caso di canale radio la funzione di trasferimento e la risposta in frequenza sono tipicamente tempo varianti in maniera aleatoria in virtù della mutevolezza delle condizioni fisiche di radiopropagazione. L'estensione della banda di frequenze f della risposta in frequenza determina la banda passante B del canale, mentre la forma della risposta in frequenza caratterizza l'eventuale distorsione del segnale in ingresso x(t) in tale banda. A questi parametri si aggiungono infine l'attenuazione del canale e il ritardo di propagazione del segnale che determina lo sfasamento in ricezione del segnale portante, parametri compresi nella funzione di trasferimento.

### Canali ideali e canali reali
Un canale di trasmissione ideale dovrebbe possedere una banda sufficientemente larga ed uniforme, sia in ampiezza che in fase, per contenere lo spettro del segnale di informazione senza distorcerlo (trasmissione fedele) e dovrebbe poterlo trasferire a qualsivoglia distanza senza introdurre degradamenti nella potenza elettrica di origine; nei canali reali tipicamente sono invece presenti fattori di degradazione quali appunto attenuazione, distorsione in banda e rumore. In particolare quando il canale introduce distorsione in banda si dice che è dispersivo ovvero una o più frequenze componenti del segnale trasmesso e in esso propagantesi subiscono effetti di attenuazione diversi (distorsione di ampiezza) e/o sfasamenti diversi (distorsione di fase o allargamento spettrale).

#### Rumore nel canale
Al segnale x(t) trasmesso nel canale si associa quindi nei casi reali un rumore n(t) di tipo aleatorio che rende il comportamento del canale stesso di tipo aleatorio: il rumore spesso si somma in ampiezza al segnale utile. Un rumore sempre presente, sia nel canale che nei dispositivi di ricetrasmissione, è il rumore termico dovuto all'agitazione termica molecolare dei costituenti fisici del canale. La presenza del rumore comporterà l'introduzione di una distorsione sul segnale trasmesso che, assieme alla distorsione in banda propria del canale, può portare all'alterazione della forma d'onda e quindi del segnale trasmesso con distorsione dell'informazione in esso contenuta sia in una trasmissione analogica che in una trasmissione digitale attraverso un errore di decodifica in ricezione a causa di interferenza intersimbolica. Il ricevitore a valle, a mezzo del decisore, dovrà dunque risalire al segnale originario trasmesso stimando l'errore ed eliminandolo (FEC) oppure richiedere la ritrasmissione (ARQ).

#### Interferenza
Altro tipo di disturbo sul canale che genera distorsione del segnale è l'interferenza dovuta ad altri segnali informativi indesiderati nella banda del segnale utile.

#### Effetti non lineari
A seconda del tipo di canale, possono poi prodursi in maniera variabile effetti non lineari in funzione della potenza del segnale trasmesso, che hanno come effetto più tipico quello dell'intermodulazione, che è a sua volta una forma di distorsione da non-linearità del segnale.

### Modelli e tipi di canale
I canali dal punto di vista logico possono essere modellizzati attraverso vari tipi di modelli a seconda dello scenario ipotizzato, ma in generale in virtù dell'aleatorietà del rumore anche il canale avrà come risultante un modello aleatorio: esempi di canali in tal senso sono il canale AWGN, il canale LOS, il canale Rayleigh.
Nel caso di trasmissioni digitali, considerando il flusso di bit a monte e a valle del canale ad onde continue (cioè il cosiddetto canale discreto), il rispettivo modello risultante di canale può essere schematizzato come un gruppo di simboli in trasmissione (costellazione) e il medesimo gruppo di simboli in ricezione possono essere mappati l'uno con l'altro attraverso archi o collegamenti, caratterizzabili a loro volta attraverso una certa probabilità di trasmissione/ricezione (somma di probabilità uguale ad uno). Esempi in tal senso sono il canale binario, il canale Z ecc.
Dal punto di vista del trasporto dell'informazione un canale può essere:
- simplex, consente una comunicazione monodirezionale (ad es. radiodiffusione e telediffusione).
- half-duplex, consente una comunicazione bidirezionale, ma solo un utente alla volta (ad es. walkie-talkie).
- full-duplex, consente una comunicazione bidirezionale contemporanea tra due utenti (ad es. telefono).

I protocolli comunicano tra loro usando le discipline One Way,Two Way Alternate o Two Way Simultaneous.
Nelle trasmissioni digitali, se si considera il solo canale fisico tra il modulatore e il demodulatore, questo è detto canale ad onde continue essendo l'informazione in input e in output di tipo analogica; se nel canale si considerano compresi anche modulatore e demodulatore, questo è detto canale discreto essendo l'informazione in input e in output di tipo digitale.

### Risorse e prestazioni di un canale
Le risorse di un canale sono la banda passante, il tempo t di disponibilità al collegamento, la potenza massima trasmissibile senza produrre interferenza e/o danneggiamento fisico del mezzo trasmissivo. Queste risorse sono sempre limitate per cui è necessario un loro uso parsimonioso e il più possibile efficiente. Se il canale è condiviso da più utenti sono necessarie tecniche di accesso multiplo o multiplazione per sfruttare in maniera equa (fairness) le risorse del canale tra più utenti. Parametri di qualità del canale sono invece la velocità di trasmissione dell'informazione espressa in bit-rate, l'efficienza spettrale, la cifra di rumore, la probabilità di errore Pb introdotta dal canale o BER e l'eventuale crosstalk.

### Misura
Tutti i parametri sopraelencati sono anche quei parametri di canale o trasmissione soggetti a misurazione per verificare o testare il canale stesso in base alle sue caratteristiche e prestazioni. Tipicamente si usano strumenti quali oscilloscopi, analizzatori di spettro, strumenti e tecniche per la misura di attenuazione, distorsione, banda passante, rumore, SNR, BER ecc.

## Canale come mezzo trasmissivo
Dal punto di vista fisico, il termine canale è utilizzato comunemente per indicare il tipo di mezzo cablato (linea di trasmissione, doppino, guida d'onda, fibra ottica) che collega il/i trasmettitore/i e il/i ricevitore/i per la trasmissione fisica a distanza dell'informazione affidata ai segnali, oppure, più in generale, l'ambiente fisico (mezzo radio) in cui questi si propagano, come nel caso di una radiocomunicazione.